# Giacomo Antonelli

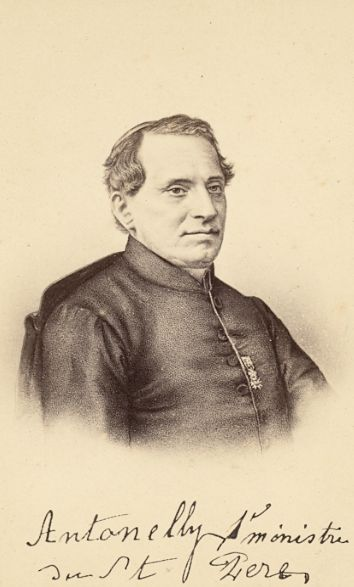
Kardinal Antonelli (1865)

Giacomo Antonelli (* 2. April 1806 in Sonnino; † 6. November 1876 in Rom) war ein italienischer Geistlicher und von 1848 bis zu seinem Tod Kardinalstaatssekretär des Kirchenstaates.

## Leben
Giacomo Antonelli, geboren an der neapolitanischen Grenze, aus einer wohlhabenden Familie stammend, kam, als sein Geburtsort 1819 durch die päpstliche Gendarmerie als berüchtigtes Räubernest zerstört wurde, nach Rom und trat hier in das Große Seminar ein, wo er sich bald durch seine Talente auszeichnete. Bis 1827 studierte er am Collegio Romano und der Universität La Sapienza ziviles und kanonisches Recht.
Nachdem er am 20. September 1829 die niederen Weihen und 1840 die höhere Weihe zum Diakon empfangen hatte, zog ihn Papst Gregor XVI. in seine Nähe und bestimmte ihn für die staatsmännische Laufbahn. Antonelli wurde zum Prälaten erhoben, war bereits ab 1834 als Assessor beim obersten Strafgerichtshof tätig, später als Delegat in Orvieto, Viterbo und Macerata und wurde 1841 zum Unterstaatssekretär in der Verwaltung des Innern, 1844 zum zweiten Schatzmeister im Finanzwesen, 1845 aber zum Großschatzmeister (Finanzminister) ernannt. Als Pius IX. 1846 den päpstlichen Thron bestieg, ging er eifrig auf dessen liberale Reformbestrebungen ein und gewann bald einen maßgebenden Einfluss auf diesen.
Am 12. Juni 1847 erhielt Antonelli als Diakon den Kardinalshut und wurde am 14. Juni desselben Jahres Kardinaldiakon von Sant’Agata dei Goti, zugleich trat er in den ersten förmlichen Ministerrat ein, mit dessen Bildung Papst Pius IX. seine politischen Reformen eröffnete. Als Anfang März 1848 die Bildung eines aus weltlichen und geistlichen Mitgliedern gemischten Ministeriums erfolgte, übernahm Antonelli den Vorsitz. Während der Papst am 14. März ein Staatsgrundgesetz proklamierte, schmeichelte Antonelli der nationalen Stimmung, indem er die 10.000 Mann starke päpstliche Armee an die nördliche Grenze schickte, von wo das Korps zur Unterstützung der Piemontesen in die Lombardei einrückte.
Nach der Kapitulation der römischen Truppen am 16. Juni 1848 bei Vicenza versicherte der Papst auf Antonellis Drängen, dass er seine Truppen nicht zur Bekämpfung der Österreicher abgesendet habe. Seitdem betrieb Antonelli den Anschluss an Österreich und die größtmögliche Wiederherstellung des alten Zustandes. Der Unwille des Volks über diesen Abfall von der nationalen Sache äußerte sich in Rom so drohend, dass Antonelli und seine Kollegen einem neuen Ministerium Platz machen mussten. Antonelli wurde nun der geheime Leiter und Ratgeber des Papstes, der auf seinen Rat zunächst den Grafen Pellegrino Rossi an Stelle von Terenzio Mamiani berief. Antonelli war es auch, der nach dem Angriff des Volkes auf den Quirinal den Papst am 25. November 1848 zur Flucht nach Gaeta bewog, wo Antonelli mit der Würde eines Staatssekretärs bekleidet wurde.
Nach Wiederherstellung der päpstlichen Gewalt am 15. Juli 1849 durch die französische Intervention trat Antonelli, der am 12. April 1850 mit dem Papst nach Rom zurückgekehrt war, an die Spitze des neuerrichteten Staatsrates, reorganisierte die Verwaltung, verfolgte seine politischen Gegner auf das härteste und führte ein streng absolutistisches Polizeiregiment ein. Alle Mahnungen der Mächte zur Mäßigung und zu zeitgemäßen Reformen wies er hartnäckig zurück, verstand sich auch zu keinem Zugeständnis an die nationalen Wünsche der Italiener bereit und begleitete die Beraubungen des Kirchenstaats durch das neue Königreich Italien mit ohnmächtigen Protesten. Auch die kirchliche Politik von Papst Pius IX. unterstützte er durch seine gewandt geschriebenen Noten. In der Öffentlichkeit wurde ihm Nepotismus vorgeworfen, gerade da sein Bruder Filippo in leitender Funktion für den Bau der römischen Eisenbahn und die Banco di Roma verantwortlich war. Von 1868 bis zu seinem Tode erhielt er zusätzlich die Titeldiakonie von Santa Maria in Via Lata.
Wenn er sich auch selbst – innerlich frivol und religiös gleichgültig – aus weltlicher Klugheit manchmal gern nachgiebig gezeigt und hierdurch die Gunst der Mächte gesichert hätte, so wollte er doch vor allem nicht sein Amt und seine Gewalt verlieren und fügte sich daher den Wünschen des Papstes. Zu Beginn des Jahres 1876 verschlimmerte sich sein Gichtleiden, doch ließ sich Kardinal Antonelli auch davon nicht in seinem Arbeitseifer bremsen und hatte weiterhin eine tägliche Audienz bei Pius IX. Er starb am 6. November 1876 in Rom und hinterließ ein bedeutendes Vermögen, über das sich „ein nicht skandalfreier Prozess“ zwischen einer angeblichen Tochter Antonellis, der Gräfin Lambertini, und seinen Verwandten entspann.